# Wolfgang de Hesse-Cassel
Wolfgang de Hesse-Cassel, (Wolfgang Maurício Príncipe de Hesse, em alemão: Wolfgang Moritz Prinz von Hessen), (6 de novembro de 1896 - 12 de julho de 1989) foi o herdeiro designado na monarquia finlandesa (com uma pretensão semelhante à Estónia) e, como tal, portador do título príncipe-herdeiro da Finlândia oficialmente até ao dia 14 de dezembro de 1918.

## Biografia
Wolfgang era o segundo de um par de gémeos, sendo quarto filho do príncipe Frederico Carlos de Hesse-Cassel e da princesa Margarida da Prússia. Um dos seus tios maternos era o kaiser Guilherme II da Alemanha. O seu pai foi eleito como rei da Finlândia no dia 9 de outubro de 1918 para substituir o seu primo em segundo-grau, o czar Nicolau II, que era grão-duque da Finlândia. Contudo, Frederico Carlos renunciou ao trono no dia 14 de dezembro de 1918 e o título nunca foi usado pelos membros da família, embora algumas pessoas o usassem publicamente.
Wolfgang teria sido o herdeiro do seu pai como rei da Finlândia no lugar do seu irmão gémeo Filipe, uma vez que, aparentemente, estava com os seus pais em 1918 pronto para viajar para a Finlândia onde se dizia que ia casar com uma senhora de alta sociedade finlândesa que já se estava a preparar para receber o príncipe-herdeiro. Na altura Filipe estava no exército e incontactável.
Wolfgang casou-se no dia 17 de setembro de 1924 com a princesa Maria Alexandra de Baden, filha do príncipe Maximiliano de Baden e da princesa Maria Luísa de Hanôver. 

Na altura da sua morte aos 92 anos, Wolfgang era o último bisneto sobrevivente da rainha Vitória a nascer quando ela ainda era viva. Vitória morreu em 1901 e Wolfgang nasceu em 1896.